# Carla Gravina

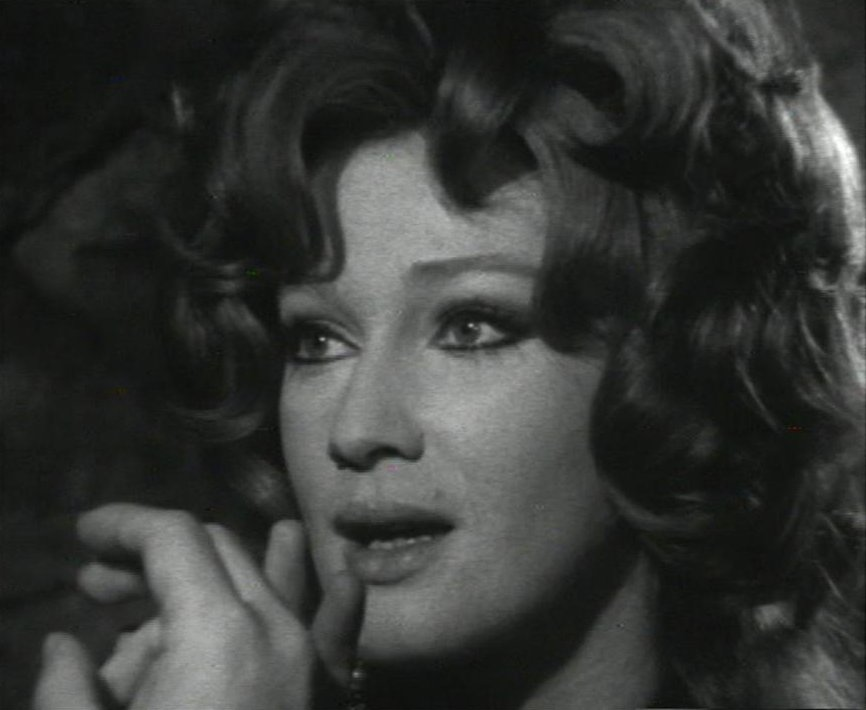
Scenă din filmul Il segno del comando (1971)

Carla Gravina (n. 5 august 1941, Gemona del Friuli, Friuli-Veneția Giulia, Italia) este o actriță și politiciană italiană.
A primit un premiu al Festivalului de Film de la Cannes pentru cea mai bună actriță pentru rolul din Terasa (1980). Celelalte roluri notabile ale ei au fost în Dragoste și pălăvrăgeli (1957), Esterina (1959) și Il lungo silenzio (1993). Gravina a fost membru al Camerei Deputaților din Italia.

## Biografie
Fiica unui colonel de armată originar din Montagano, în Molise, a debutat în film la vârsta de cincisprezece ani în Guendalina de Alberto Lattuada (1957) și de atunci, a început o lungă carieră care o va conduce să devină una dintre cele mai mari interprete a cinematografiei și teatrului italian. Încă adolescentă, în 1958, figurează printre interpreții din Tați și fii, o dramă de televiziune regizată de Guglielmo Morandi⁠(d), și în filmul cult I soliti ignoti de Mario Monicelli. În 1959 a fost valet în programul de televiziune Il Musichiere, condus de Mario Riva, făcând echipă cu Patrizia Della Rovere.
Alte roluri notabile includ partizana din Jovanka e gli altri, o evreică în Cu toții acasă și o femeie stăpânită de demoni din filmul de groază L'anticristo.
În anii 1960 a început să lucreze în teatru. A debutat în 1960 jucând Julieta la Verona în cadrul Festivalului Shakespearean, alături de Gian Maria Volonté, care i-a devenit partener de viață timp de mulți ani și cu care împărtășește și un puternic angajament politic. După ani de angajament teatral, în 1967 s-a întors în cinema cu roluri mai mature, jucând Cei șapte frați cerbi de Gianni Puccini și, în anul următor, Banditi a Milano de Carlo Lizzani alături de Volonté.
Însă în 1974, contractul a fost rupt de clientul Egidio Perfetti, când a descoperit că Gravina a apărut goală într-un film.  În 1971 a jucat, alături de Jean-Louis Trintignant și Dominique Sanda, în filmul lui Philippe Labro Senza movente, un thriller psihologic cu acțiunea plasată la Nisa.
Din 23 octombrie 1980 până în 11 iulie 1983, Gravina a fost membru al Camerei Deputaților din Italia în calitate de membră a Partidului Comunist Italian. După aceea, s-a concentrat aproape exclusiv pe cariera ei de teatru, pe care a urmat-o din 1960 (unul dintre primele sale roluri a fost cel din Julieta lui Shakespeare) și a fost văzută doar rar în film și televiziune. Din 1994, Gravina nu a mai fost activă artistic.
Are o fiică, Giovanna, cu Gian Maria Volonté.

## Filmografie selectivă
Cinema
- 1957 Guendalina, regia Alberto Lattuada
- 1957 Dragoste și pălăvrăgeli (Amore e chiacchiere), regia Alessandro Blasetti
- 1958 Anche l'inferno trema, regia Piero Regnoli
- 1958 Veșnicii necunoscuți (I soliti ignoti), regia Mario Monicelli
- 1959 Prima dragoste (Primo amore), regia Mario Camerini
- 1959 Policarp, maestru caligraf (Policarpo, ufficiale di scrittura), regia Mario Soldati
- 1959 Esterina, regia Carlo Lizzani
- 1960 Cu toții acasă (Tutti a casa), regia Luigi Comencini
- 1960 Jovanka e le altre, regia Martin Ritt
- 1961 Scano Boa, regia Renato Dall'Ara
- 1961 O zi ca leii (Un giorno da leoni), regia Nanni Loy
- 1966 Un glonte pentru general (Quién sabe?), regia Damiano Damiani
- 1968 I sette fratelli Cervi, regia Gianni Puccini
- 1968 Banditi a Milano, regia Carlo Lizzani
- 1969 La donna invisibile, regia Paolo Spinola
- 1969 Cuore di mamma, regia Salvatore Samperi
- 1969 Călugărița din Monza (La monaca di Monza), regia Eriprando Visconti
- 1971 Senza movente (Sans mobile apparent), regia Philippe Labro
- 1972 Alfredo, Alfredo (Alfredo Alfredo), regia Pietro Germi
- 1972 L'erede (L'Héritier), regia Philippe Labro
- 1973 Tony Arzenta, regia Duccio Tessari
- 1973 L'idolo della città (Salut l'artiste), regia Yves Robert
- 1974 L'anticristo, regia Alberto De Martino
- 1974 Tutta una vita (Toute une vie), regia Claude Lelouch
- 1976 Bumeragul (Comme un boomerang), regia José Giovanni
- 1980 Terasa (La terrazza), regia Ettore Scola
- 1988 I giorni del commissario Ambrosio, regia Sergio Corbucci
- 1993 Il lungo silenzio, regia Margarethe von Trotta

Filme de televiziune
- 1958 Padri e figli, regia Guglielmo Morandi – miniserie TV
- 1965 Il giocatore, regia Edmo Fenoglio – miniserie TV
- 1965 Scaramouche, regia Daniele D'Anza – miniserie TV
- 1969 I fratelli Karamazov – miniserie TV
- 1971 Il segno del comando, regia Daniele D'Anza – miniserie TV
- 1978  Madame Bovary, regia Daniele D'Anza – miniserie TV
- 1998 Come quando fuori piove, regia Bruno Gaburro – film TV

## Premii și nominalizări
- Festivalul de film Locarno
  - 1958 – Vela d'argento pentru cea mai bună interpretare feminină pentrua Dragoste și pălăvrăgeli

- Festivalul din Cannes
  - 1980 – Cea mai bună actriță într-un rol secundar pentru Terasa

- Festivalul de Film de la Montreal
  - 1993 – Cea mai bună actriță pentru filmul Il lungo silenzio